# Spirituali
Les spirituali désignent les membres d'un mouvement de réforme au sein de l'Église catholique, qui existe des années 1530 aux années 1560. Ce mouvement est parfois aussi appelé évangélisme.
Parmi les spirituali figurent le cardinal Gasparo Contarini (1483-1542), le cardinal Jacopo Sadoleto (1477-1547), le cardinal Reginald Pole (1500-1558), la poétesse Vittoria Colonna et son ami, l'artiste Michel-Ange (1475-1564), qui a peint le plafond de la chapelle Sixtine et le très controversé Jugement dernier. Ces « évangéliques italiens » proposent de réformer l'Église par un renouveau spirituel et une intériorisation de la foi par chaque individu, considérant l'étude approfondie des Écritures et la justification par la foi comme des moyens d'y parvenir. « Central [to the spirituali] was a renewed emphasis on the grace which God sent through faith » (« Au cœur [des spirituali] se trouvait un accent renouvelé sur la grâce que Dieu envoie par la foi »), écrit l'historien de l'Église Diarmaid MacCulloch, « together with a consistent urge to reveal the Holy Spirit as the force conveying this grace — to that associates of the movement were soon characterized as spirituali » (« ainsi qu'un besoin constant de révéler le Saint-Esprit comme la force qui transmet cette grâce — à tel point que les associés du mouvement furent bientôt qualifiés de spirituali »).
Les spirituali empruntent beaucoup de leurs idées à des textes catholiques plus anciens, mais trouvent certainement leur inspiration dans la Réforme protestante, en particulier le calvinisme, bien qu'ils souhaitent une réforme interne pacifique, et non une scission. Si le mouvement avait réussi, le visage de l'Europe aurait changé, évitant les excès de la Réforme et de la Contre-Réforme et modifiant peut-être les raisons politiques et sociales qui ont conduit à la guerre de Trente Ans. Le moine bénédictin Benedetto Fontanini rédige en 1543 la première version de l'expression la plus remarquable de la doctrine des spirituali, le Beneficio di Cristo (en), qui tente de prouver que le salut vient de la Sola fide, ou « par la foi seule » (comme l'affirment les protestants), et non des œuvres ou de l'Église ; plus tard, le poète et humaniste Marc-Antoine Flaminio le révise. Le groupe imprime quarante mille exemplaires du livre, qui est rapidement déclaré hérétique et inscrit à l'Index librorum prohibitorum.
Bien que les spirituali occupent des positions de haut rang au sein de la hiérarchie ecclésiastique, et qu'ils ont peut-être même bénéficié de la sympathie du pape Paul III, ils n'ont pas réussi à obtenir beaucoup de changements, et des courants « fondamentalistes » plus conservateurs comme les zelanti ont mis l'Église sur la voie de la confrontation avec les protestants au concile de Trente (1545-1563). Le manque de succès des spirituali est dû à un manque de soutien de la part de la hiérarchie de l'Église, et le mouvement est condamné lorsque le cardinal Reginald Pole, qui est le choix du pape Paul III, perd l'élection papale en 1549-1550 à une voix près, après quoi leur position les rend suspects à la fois aux protestants et aux catholiques conservateurs, ce qui leur permet d'être dépassés et vaincus. L'ennemi juré du cardinal Reginald Pole, le cardinal Gian Pietro Carafa, qui deviendra plus tard le pape Paul IV (r. 1555-1559), s'emploie à réprimer les spirituali avant et après avoir accédé à la papauté, et sous son autorité, de nombreuses personnes sont jugées par l'Inquisition, ce qui met fin rapidement au mouvement et à tout espoir de réforme de type protestant au sein du catholicisme. Le cardinal Reginald Pole s'enfuit en Angleterre, tandis que Paul IV tenta en vain de le faire revenir pour faire face à l'Inquisition catholique.